# ارباخ (راینگاو)
ارباخ (به آلمانی: Erbach) یک منطقهٔ مسکونی در آلمان است که در التویله آن در راین واقع شده‌است. ارباخ ۳٬۴۰۰ نفر جمعیت دارد.